# Thomas Lobben
Thomas Ellingsen Lobben (* 3. Mai 1983 in Hønefoss, Norwegen) ist ein ehemaliger norwegischer Skispringer und heutiger Skisprungtrainer.

## Werdegang
Lobben nahm erstmals für die Norwegische Skisprungmannschaft bei der Junioren-WM 2000 in Štrbské Pleso im Teamspringen auf der Normalschanze teil. Das Team erreichte die Silbermedaille. Daraufhin wurde er in den A-Nationalkader berufen und sprang am 12. März 2000 sein erstes Weltcup-Springen in Oslo, welches er auf dem 36. Platz beendete. Bereits nach diesem einen Weltcup legte er eine zwei Jahre dauernde Wettkampfpause bei internationalen Wettkämpfen ein, bevor er im Jahr 2002 im Continental Cup startete. Nach drei Saisons im Continental Cup, nominierte man ihn wieder für den A-Kader, so dass er am 11. & 12. Februar 2005 zu einem Einsatz im Weltcup in Pragelato kam. Dort belegte er in der Einzelkonkurrenz den 40. und mit der Mannschaft den 7. Platz. Es folgten weitere Springen im Continental Cup, bevor Lobben am 11. März 2005 erneut im Aufgebot für ein Weltcup-Springen im Rahmen der sogenannten Nationalen Gruppe stand. In Lillehammer erreichte er auf der Großschanze den 42. Platz. Nach einer weiteren Continental-Cup-Saison folgte eine erfolgreiche in der Saison 2005/06, in der er insgesamt zwei Springen in Vikersund gewinnen konnte und zudem drei weitere Top-10-Platzierungen erreichte. Seitdem ist Lobben fest im Continental-Cup-Team der Norweger aktiv und springt zudem Weltcup-Springen in Norwegen.
Am Ende der Saison 2009/10 gab Lobben sein Karriereende bekannt. Wenige Monate später wurde er ins Trainerteam der norwegischen Skisprungnationalmannschaft befördert. Seitdem trainiert er Nachwuchsathleten wie Robert Johansson.
Nach den Betrugsvorfällen bei der Nordischen Ski-WM 2025 wurden Lobben, der norwegische Cheftrainer Magnus Brevig und Servicetechniker Adrian Livelten suspendiert. Im Mai 2025 erklärte der norwegischen Verband, dass ihre Arbeitsverhältnisse beendet worden sein.
Lobben lebt derzeit unverheiratet in Lillehammer.

## Erfolge

### Continental-Cup-Siege im Einzel
| Nr. | Datum           | Ort          | Typ           |
| --- | --------------- | ------------ | ------------- |
| 1.  | 30. Januar 2005 | Lauscha      | Normalschanze |
| 2.  | 5. Februar 2005 | Braunlage    | Normalschanze |
| 3.  | 6. Februar 2005 | Braunlage    | Normalschanze |
| 4.  | 4. März 2006    | Vikersund    | Normalschanze |
| 5.  | 5. März 2006    | Vikersund    | Normalschanze |
| 6.  | 20. August 2006 | Lillehammer  | Normalschanze |
| 7.  | 9. Februar 2008 | Hinterzarten | Normalschanze |
| 8.  | 8. März 2009    | Trondheim    | Großschanze   |

## Statistik

### Weltcup-Platzierungen
| Saison  | Platz | Punkte |
| ------- | ----- | ------ |
| 2004/05 | 061.  | 088    |
| 2005/06 | 062.  | 119    |

### Grand-Prix-Platzierungen
| Saison | Platz | Punkte |
| ------ | ----- | ------ |
| 2006   | 033.  | 074    |

### Continental-Cup-Platzierungen
| Saison  | Platz | Punkte |
| ------- | ----- | ------ |
| 2000/01 | 099.  | 086    |
| 2001/02 | 108.  | 095    |
| 2002/03 | 049.  | 147    |
| 2003/04 | 113.  | 009    |
| 2004/05 | 004.  | 574    |
| 2005/06 | 012.  | 410    |
| 2006/07 | 009.  | 432    |
| 2007/08 | 014.  | 391    |
| 2008/09 | 032.  | 281    |
| 2009/10 | 043.  | 136    |